# Jan Heřmánek
Jan Heřmánek est un boxeur tchèque né le 28 mai 1907 à Dolní Lhota et mort le 13 mai 1978 à Prague.

## Carrière
Il remporte la médaille d'argent aux Jeux d'Amsterdam en 1928 dans la catégorie poids moyens. Après avoir battu Georges Pixius, Harry Henderson et Frederick Mallin, Heřmánek s'incline en finale contre l'italien Piero Toscani. 

## Palmarès

### Jeux olympiques
- Jeux olympiques de 1928 à Amsterdam[1] (poids moyens)